# Commission Hallstein II
Pour les articles homonymes, voir Commission Hallstein.
La seconde commission Hallstein est la deuxième commission européenne dirigée par le démocrate-chrétien ouest-allemand Walter Hallstein du 9 janvier 1962 au 20 juin 1967, succédant à la commission Hallstein I.
| Compétence                         | Commissaire                                     | État membre          | Parti politique        |
| ---------------------------------- | ----------------------------------------------- | -------------------- | ---------------------- |
| Président                          | Walter Hallstein                                | Allemagne de l'Ouest | CDU                    |
| Vice-président, Agriculture        | Sicco Mansholt                                  | Pays-Bas             | PvdA                   |
| Vice-président, Économie, finances | Robert Marjolin                                 | France               | Indépendant, puis SFIO |
| Vice-président, Marché intérieur   | Giuseppe Caron Jusqu'au 15/05/1963              | Italie               | DC                     |
| Marché intérieur                   | Guido Colonna di Paliano À partir du 30/07/1964 | Italie               | Indépendant            |
| Aide au développement              | Henri Rochereau                                 | France               | Indépendant            |
| Relations extérieures              | Jean Rey                                        | Belgique             | PRL                    |
| Concurrence                        | Hans von der Groeben                            | Allemagne            | Indépendant            |
| Vice-président, Affaires sociales  | Lionello Levi Sandri                            | Italie               | PSI                    |
| Transports                         | Lambert Schaus                                  | Luxembourg           | CSV                    |

## Compléments